# Stefan Dörflinger
Stefan ("Steffi") Dörflinger (Nagold, Duitsland, 23 december 1949) is een Zwitsers voormalig motorcoureur. Hij is viervoudig wereldkampioen wegrace. 
Dörflinger, die van beroep laborant was, domineerde halverwege de jaren tachtig van de 20e eeuw in de kleinere klassen 50 cc en 80 cc van het wereldkampioenschap wegrace. Hoewel hij in het Duitse Nagold werd geboren, woonde hij al vanaf zijn tiende in Birsfelden (Zwitserland). Na zijn schoolperiode werd hij genaturaliseerd tot Zwitsers staatsburger. 

## Carrière

### 1970-1972: Zwitserse kampioenschappen
Aan het einde van de jaren zestig vormde een aantal jongeren uit Birsfelden een motorclub. Stefan Dörflinger, in bezit van een 500cc-Norton, sloot zich hierbij aan. Onder invloed van de successen van streekgenoot Werner Pfirter besloot de hele groep te gaan racen. Dat was in Zwitserland niet eenvoudig. Er waren geen permanente circuits en ook geen stratencircuit, omdat racen daar al sinds 1954 verboden was. Er waren wel "Bergrennen". Coureurs die zich daar onderscheidden konden deelnemen aan de Zwitserse kampioenschappen, die werden verreden op de Duitse Hockenheimring. Om financiële redenen ging Dörflinger in de 50cc-klasse racen. Kreidler leverde al opvoerkits waardoor een gewone Kreidler sneller gemaakt kon worden. Dat maakte deze klasse heel goedkoop. In 1970 debuteerde Dörflinger met zijn 50cc-Kreidler en hij won meteen zijn eerste race en was daarmee Zwitsers kampioen. Hij promoveerde daardoor in 1971 naar de "nationalen". Nu moest hij weer een aantal bergrennen rijden en twee races op Hockenheim en een op Monza. Door zijn resultaten promoveerde hij in 1972 naar de "internationalen". Daardoor kon hij deelnemen aan internationale races in Joegoslavië en Tsjecho-Slowakije. 

### 1973: Kreidler
Stefan Dörflinger debuteerde in het wereldkampioenschap wegrace in het seizoen 1973 met een 50cc-Kreidler. Al in zijn tweede race, de GP des Nations, scoorde hij zijn eerste WK-punt, maar in de GP van Joegoslavië, kwam hij met een derde plaats voor het eerst op het podium, achter Jan de Vries en landgenoot Ulrich Graf. Hij sloot het seizoen af als elfde in het 50cc-wereldkampioenschap. 

### 1974: Kreidler en Yamaha
In het seizoen 1974 startte Dörflinger in bijna alle 50cc-races, en bijna altijd scoorde hij punten. Hij nam wel deel aan de rijdersstaking tijdens de Duitse Grand Prix. Tijdens het gevecht om de derde plaats in de GP des Nations viel hij en brak hij een voet, maar tijdens de TT van Assen was hij weer fit en finishte hij als vijfde. Hij eindigde het seizoen als negende in de eindstand. Van motorhandel Zurfluh kreeg hij een Yamaha TZ 250 waarmee hij enkele wedstrijden reed, zonder succes. Hij vond het verschil met de 50cc-Kreidler ook te groot. 

### 1975: Kreidler
Het seizoen 1975 begon goed met een derde plaats in de 50cc-Spaanse Grand Prix achter de Van Veen-Kreidlers van Ángel Nieto en Julien van Zeebroeck. Dörflinger dacht die race zelfs te winnen, maar viel terug door een losse voorvork. Er volgde nog een derde plaats in de Nations GP achter Nieto en Eugenio Lazzarini (Piovaticci). Hij haalde tot dusver goede resultaten, maar die werden teniet gedaan door een val tijdens de TT van Assen, een elfde plaats in de Belgische Grand Prix en een DNF in de GP van Finland. Hij sloot het seizoen als zesde af. 

### 1976: Kreidler en Morbidelli
Voor het seizoen 1976 realiseerde Dörflinger zijn wens om ook in de 125cc-klasse te starten. Hij kocht een 125cc-Morbidelli. Opnieuw opende hij het seizoen met een derde plaats in de 50cc-race, in de Franse Grand Prix. Het was ook zijn laatste podiumplaats van het jaar. Tijdens de 50cc- race van de Zweedse GP viel hij waardoor hij ook niet in de 125cc-race kon starten. Hij sloot het seizoen af als achtste in de 50cc-klasse en als negende in de 125cc-klasse. 

### 1977: Kreidler, Van Veen-Kreidler en Morbidelli
Ook in het seizoen 1977 scoorde Dörflinger niet veel punten, zelfs niet toen Van Veen in de TT van Assen een thuisoverwinning wilde en Dörflinger, Juup Bosman en Julien van Zeebroeck Van Veen-Kreidlers kregen om Herbert Rittberger en Eugenio Lazzarini te steunen. Dörflinger werd slechts vijfde en Bultaco pakte met Ángel Nieto en Ricardo Tormo de eerste twee plaatsen. Na de Belgische Grand Prix (uitgevallen) moest hij zijn Van Veen-machine weer inleveren. Hij sloot het seizoen af als zesde in de 50cc-klasse en als negende in de 125cc-klasse. 

### 1978: Van Veen-Kreidler en Morbidelli
Ook het seizoen 1978 verliep vrij teleurstellend. Dörflinger ving het seizoen aan met zijn 125cc-Morbidelli, maar bleef lang puntloos met plaatsen in het middenveld. Vanaf de GP des Nations werd hij semi-fabrieksrijder voor Van Veen. Dit bestond waarschijnlijk uit een 50cc-Van Veen-Kreidler-blok en techische ondersteuning van Jan de Vries. Zo kon hij steun verlenen aan fabrieksrijder Eugenio Lazzarini in zijn strijd tegen de Bultaco van Ricardo Tormo. In deze Grand Prix kon Dörflinger Tormo enige tijd bedreigen en hij reed ook de snelste ronde, maar viel terug toen zowel zijn achterrem als zijn versnellingsbak kuren begonen te vertonen. De TT van Assen was de thuisrace voor Van Veen. Lazzarini wist inderdaad te winnen, maar Dörflinger kon niet starten omdat hij tijdens de wegraces in Raalte geblesseerd was geraakt. In de 50cc-GP van België werd Stefan derde achter Lazzarini, maar Tormo won de race. In de Duitse Grand Prix werd hij derde achter Lazzarini, maar Tormo won opnieuw, nu geholpen door Ángel Nieto, die ook een fabrieks-Bultaco had gekregen. In de 50cc-GP van Joegoslavië stevende Dörflinger opnieuw op de derde plaats af, tot zijn krukas brak. Hij sloot het seizoen in de 50cc-klasse af als zesde, in de 125cc-klasse werd hij dertiende.

### 1979: Kreidler en Morbidelli
De eerste punten van het seizoen 1979 scoorde Dörflinger in de vijfde Grand Prix, de Grand Prix van Spanje. Hij werd in de 50cc-klasse vijfde en in de 125cc-klasse achtste. In de 50cc-race van de Joegoslavische GP viel hij terwijl hij aan de leiding lag, maar in de 125cc-race finishte hij als derde. In de TT van Assen werd hij in de 125cc-klasse zesde, maar in de 50cc-race viel hij uit. Hij boycotte de Belgische Grand Prix, zoals alle toprijders deden vanwege de slechte staat van het asfalt. De 125cc-race van de Finse GP startte hij van poleposition, maar hij finishte als vierde. Ook in de 125cc-Grand Prix van Groot-Brittannië werd hij vierde. Tijdens de 125cc-GP van Tsjecho-Slowakije raakte Per-Edvard Carlsson een stapel strobalen, waardoor hij viel en Dörflinger in zijn val meenam. In de 125cc-race van de Franse GP werd hij slechts tiende, maar de (natte) 50cc-race was de beste van zijn seizoen. Hij finishte als tweede. Hij sloot het seizoen af als tiende in de 50cc-klasse en als elfde in de 125cc-klasse. 

### 1980: Van Veen-Kreidler en Morbidelli
Voor het seizoen 1980 kocht de Spaanse motorsportbond voor 60.000 gulden een plaats bij het Van Veen-Kreidler-team voor Ricardo Tormo. Dit zette druk op het Van Veen-team; Tormo moest een goede kans hebben op de 50cc-wereldtitel. Van Veen had regerend wereldkampioen Eugenio Lazzarini moeten laten gaan om plaats te maken voor Tormo. Nadat twee GP's werden afgelast (de Grand Prix-wegrace van Venezuela vanwege financiële problemen en de Grand Prix-wegrace van Oostenrijk vanwege hevige sneeuwval) werd de GP des Nations de openings-Grand Prix. Tormo had zijn Van Veen-Kreidler, maar voor de zekerheid kreeg ook Stefan Dörflinger zo'n machine, als semi-fabrieksrijder om Tormo te helpen. Dörflinger viel tijdens de race nadat hij de snelste ronde had gereden, maar finishte toch nog als vijfde, terwijl Tormo uitviel. De race werd gewonnen door Lazzarini, die samen met zijn vriend Paolo Marcheselli en Iprem-eigenaar Enzio Ridolfi zelf een snelle Kreidler had gebouwd. In de 50cc-GP van Spanje won Lazzarini na een slechte start opnieuw. Dörflinger werd tweede, Tormo slechts vijfde. In de GP van Joegoslavië won Tormo de race voor Dörflinger, die een kleine vastloper had gehad en het vermogen van zijn machine niet volledig kon benutten. Vlak voor de finish hield zijn machine er zelfs helemaal mee op. Hij wist Lazzarini toch nog achter zich te houden, die werd derde. Tijdens de TT van Assen, waar Tormo van poleposition vertrok en ook de snelste ronde reed, begon zijn machine ineens slechter te lopen. Dörflinger nam de leiding van de race over, maar kon die door stalorders niet behouden. Hij moest Tormo laten winnen en bovendien Lazzarini achter zich houden en dat lukte. Maar het kostte Dörflinger drie punten voor het wereldkampioenschap. In de Belgische Grand Prix startte Tormo van poleposition, maar hij moest al na een ronde met een lege accu de pit opzoeken. Dat gaf Dörflinger vrij spel en hij won de race voor Lazzarini. Nu kon Van Veen Tormo niet langer als eerste rijder beschouwen. Met nog één race te gaan had Lazzarini 62 punten, Dörflinger 57 en Tormo slechts 36. Voor Tormo was de tweede plaats zelfs buiten bereik, maar Dörflinger kon nog wereldkampioen worden. Daarom kreeg Tormo opdracht om Dörflinger in de Duitse Grand Prix te helpen. De opdracht was eenvoudig: Dörflinger moest winnen en Lazzarini mocht geen tweede worden. Tormo startte van poleposition en was ook als snelste weg, maar hij viel al in de eerste ronde. Dörflinger won de race inderdaad, maar Lazzarini werd tweede en wereldkampioen met twee punten verschil. Als Dörflinger in Assen geen stalorders had gehad, was hij met één punt verschil wereldkampioen geworden. Met de 125cc-Morbidelli had hij weer een matig seizoen en hij eindigde als dertiende. 

### 1981: Van Veen-Kreidler, MBA en Krauser-MBA
Het seizoen 1981 begon erg goed voor Stefan Dörflinger met zijn 
Van Veen-Kreidler, met een overwinning in de 50cc-race van de Duitse GP en een tweede plaats in de 125cc-race met een MBA. Van Ricardo Tormo was op dat moment niets te vrezen. Hij kwam met een drie jaar oude 50cc-Bultaco naar Duitsland, startte in het achterveld en haalde de finish niet. Tijdens de 50cc-GP des Nations was Tormo's Bultaco snel en betrouwbaar. Hij versloeg Dörflinger nipt, met 0,4 seconde voorsprong. Dörflinger's nieuwe teamgenoot Hagen Klein werd bijna een minuut later derde. In de 125cc-race werd Dörflinger zesde. Vanaf de Spaanse GP kreeg Dörflinger in de 125cc-klasse steun van Michael Krauser. Hij finishte als zevende, maar in de 50cc-race werd hij opnieuw tweede achter Tormo. In de Joegoslavische Grand Prix werd Dörflinger vijfde in de 125cc-race en weer tweede achter Tormo in de 50cc-race. Zo liep Tormo elke race drie punten in op Dörflinger. Voor de TT van Assen leidde Dörflinger in de 50cc-WK-stand met zes punten, maar tijdens de 50cc-race leken de kansen te keren. Dörflinger was in Assen veel sneller. Nadat hij zich verremd had liep hij drie seconden per ronde in op Tormo en in de laatste ronde nam hij de leiding weer over. Toen slipte zijn achterwiel weg en viel hij. Daarbij brak hij een pols en scheurde hij zijn enkelbanden. Het maakte een einde aan zijn seizoen. Hij sloot het af als derde in de WK-stand 50 cc en als elfde in de 125cc-klasse. 

### 1982: Krauser-Kreidler en Krauser-MBA, eerste wereldtitel
Aan het begin van het seizoen 1982 stond Kreidler aan de rand van het faillissement. Op de stroomlijnkuip van Dörflinger's 50cc-Kreidler stond nog steeds "Van Veen" en hij kreeg nog steeds steun van oud-coureur en tuner Herbert Rittberger, maar financieel werd hij nu net als in de 125cc-klasse ondersteund door Krauser. Nu bekend was dat de 50cc-klasse in 1984 zou worden opgeheven, staken de fabrieken er geen geld meer in, met uitzondering van Garelli, dat Eugenio Lazzarini als fabrieksrijder in dienst nam. Lazzarini mocht in de GP van Spanje twee ronden op kop rijden, maar daarna nam Dörflinger de leiding en won met 20 seconden voorsprong. Tijdens de 50cc-GP des Nations won Dörflinger voor Tormo (Bultaco), die in Spanje was uitgevallen. Dit keer viel Lazzarini uit. Tijdens de TT van Assen won Dörflinger voor Lazzarini en Tormo. Met drie gewonnen races en nog drie te gaan besloot Dörfinger in de Joegoslavische Grand Prix niet te veel risico te nemen. Hij werd tweede achter Lazzarini, die op dat moment nog niet zijn directe belager was. Dat was Claudio Lusuardi (Moto Villa). Na deze race kwam Lazzarini op de tweede plaats van het WK, met 39 punten. Dörflinger had 57 punten. Met nog twee races te gaan was Dörflinger vrijwel zeker van de wereldtitel. Om nog een theoretische kans op de titel te behouden zou Lazzarini de GP van San Marino met minstens vijf seconden verschil moeten winnen. Dan moest Dörflinger in de GP van Duitsland ook nog uitvallen. Zover liet Dörflinger het niet komen. Lazzarini won in San Marino met slechts 1,5 seconde voorsprong en daardoor was Dörflinger voor het eerst wereldkampioen. Maar Michael Krauser stelde de viering van het kampioenschap uit tot de Duitse Grand Prix. Officieel wilde hij wereldkampioen worden met een echte puntenvoorsprong en theoretisch kon Lazzarini in punten nog op gelijke hoogte komen. Mogelijk wilde hij de titel ook in Duitsland vieren. Lazzarini kwam niet op een gelijk puntenaantal. Hij won weliswaar, maar Dörflinger werd tweede. In de 125cc-klasse ging het minder goed, wellicht ook omdat Dörflinger zich daar niet zo op concentreerde. Hij haalde slechts één keer de eindstreep met een achtste plaats en sloot het 125cc-seizoen af als vierentwintigste. 

### 1983: Kreidler, Krauser-Kreidler en MBA, tweede wereldtitel
De 50cc-klasse verliep in het seizoen 1983 bijzonder spannend. De strijd ging tussen Stefan Dörflinger (Kreidler) en Eugenio Lazzarini (Garelli). Dörflinger won de Franse GP, waar Lazzarini een heel slechte start had. Lazzarini wist echter naar de tweede plaats op te klimmen. Tijdens de Grand Prix des Nations gingen Lazzarini en Dörflinger er samen vandoor, maar in de vierde ronde verloor Dörflinger twee minuten in de pit vanwege een lekke band. Lazzarini won de race, Dörflinger klom nog op naar de elfde plaats, maar bleef puntloos. Lazzarini had nu 27 punten, Dörflinger en George Looijesteijn allebei 15. In de Duitse Grand Prix leidde Dörflinger steeds kort voor Lazzarini, die de strijd niet kon aangaan door problemen met zijn schakelpedaal. Dörflinger won en had nu 30 punten, Lazzarini 39. Tijdens de Spaanse GP hoopte Dörflinger op regen. Hij had griep en in de regen zou hij niet voluit hoeven gaan. De regen kwam niet, Lazzarini won en Dörflinger werd tweede. Lazzarini had nu 54 punten en Dörflinger slechts 42. Lazzarini leek op de wereldtitel af te stevenen, maar tijdens de training van de GP van Joegoslavië brak hij een rib en liep hij een hersenschudding op. Dörflinger won en kwam op 57 punten, Lazzarini bleef op 54 punten staan. De TT van Assen was de voorlaatste Grand Prix. Hier won Lazzarini terwijl Dörflinger tweede werd. Daardoor hadden ze nu allebei 69 punten. Dörflinger had een klein theoretisch voordeel want de totaaltijd van de door beiden uitgereden wedstrijden leverde hem een voorsprong van 21 seconden op. Mochten beiden puntloos blijven in de GP van San Marino, dan zou Dörflinger wereldkampioen zijn. Lazzarini, nog niet helemaal fit na een val tijdens de traingingen van de Britse Grand Prix, viel in Imola opnieuw en brak een sleutelbeen. Daardoor was Dörflinger al voor de start zeker van de laatste wereldtitel in de 50cc-klasse. Hij startte echter wel en werd achter Ricardo Tormo (Garelli) tweede met een machine die hij had ingeschreven als Krauser-Kreidler. Daardoor schonk hij de constructeurstitel aan Garelli omdat hij niet wilde dat een failliet bedrijf (Kreidler) die titel zou krijgen. 

### 1984: Krauser-LCR-Zündapp, derde wereldtitel

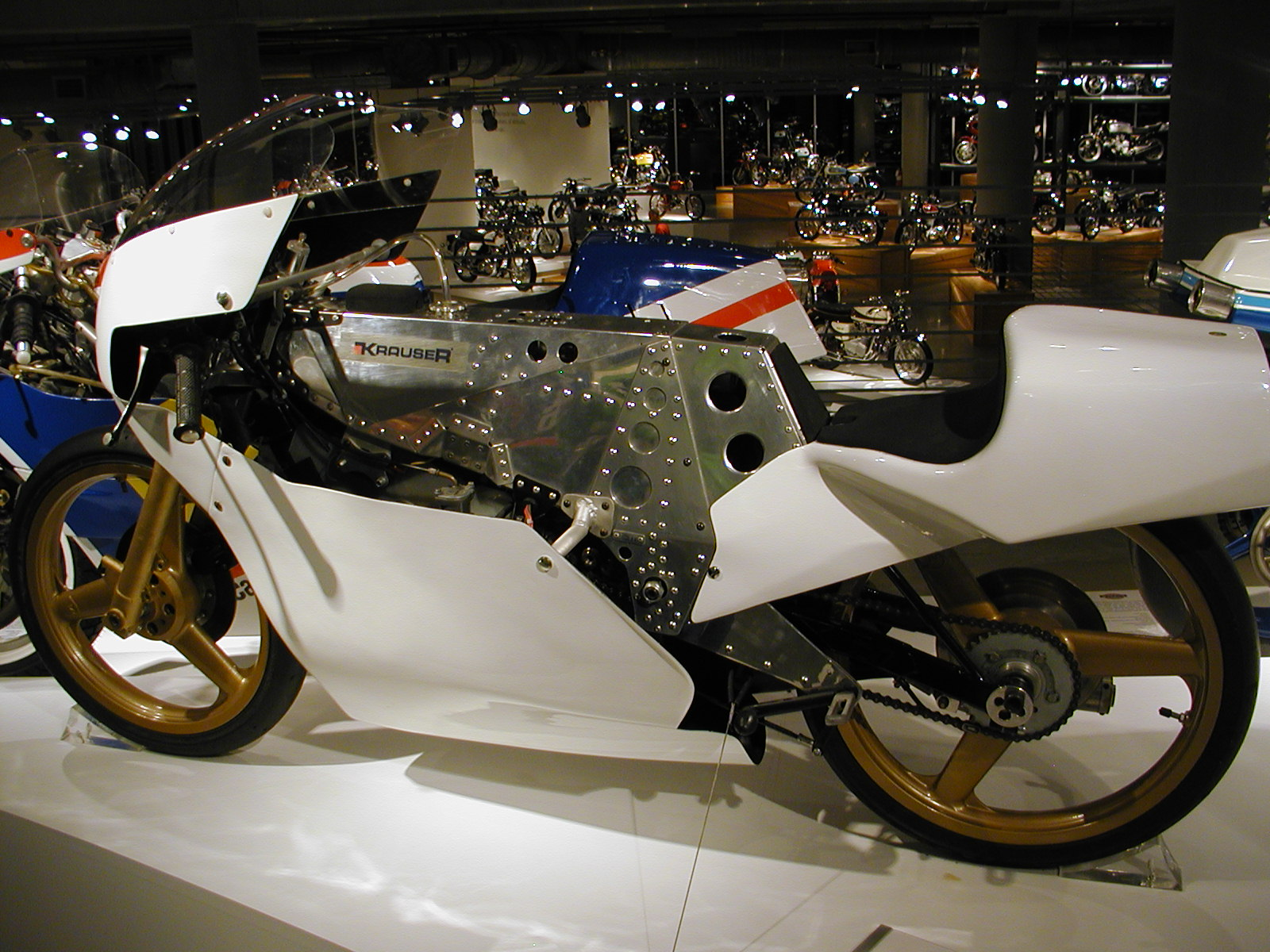
Krauser 80cc-racer met LCR-monocoque-frame

Nu hij de laatste 50cc-wereldkampioen was, wild Stefan Dörflinger ook de eerste wereldkampioen in de 80cc-klasse worden. Er waren nu wel andere fabrikanten die de motorfietsen leverden. Het failliete Kreidler was er uitaard niet meer bij, maar ook Garelli haakte af en richtte zich op de 125cc-klasse. Dörflinger reed met steun van Krauser met een Zündapp met een LCR-monocoque-frame. Hubert Abold startte met een Zündapp met Bakker-frame, maar schakelde ook over op een LCR-frame. Verder kwam de concurrentie vooral van bij HuVo getunede Casals en in mindere mate van Derbi. Dörflinger was aan het begin van het seizoen wel favoriet; Zündapp had in 1983 het Europees kampioenschap 80 cc gedomineerd en hij kreeg bovendien technische ondersteuning van Herbert Rittberger. Tijdens de openingsrace, de GP des Nations, was Dörflinger inderdaad als snelste weg, terwijl Pier Paolo Bianchi (HuVo-Casal) ongeveer als laatste startte. Bianchi kwam echter zeer snel naar voren, terwijl Dörflinger te maken kreeg met een gebroken zuigerveer. Bianchi won voor Dörflinger. Bianchi won ook de Spaanse GP, terwijl Dörflinger voor de finish stilviel door een gescheurde benzinetank. Hij werd als zevende geklasseerd. Dörflinger won de GP van Oostenrijk voor Hubert Abold. Bianchi finishte als vierde. Dörflinger won ook de Duitse Grand Prix, waar Bianchi tweede werd. In het kampioenschap leidde Bianchi nog met vier punten verschil op Dörflinger. Tijdens de trainingen voor de GP van Joegoslavië vielen zowel Bianchi als Jorge Martínez hard, waarbij Bianchi een teen brak. Dörflinger won voor Abold, terwijl Bianchi uitviel door een kapotte krukaskeerring. Dörflinger leidde het WK met 61 punten, Bianchi en Abold hadden er allebei 50. In de TT van Assen viel Dörflinger uit door een defecte ontsteking, maar de gevolgen bleven beperkt omdat Bianchi door een gescheurde uitlaat slechts zesde werd en Abold derde. Dörflinger hield zijn 61 punten, Abold had er 60 en Bianchi 55. Om nog kans op de titel te houden moest Bianchi de GP van België winnen, maar hij werd slechts vierde. Dörflinger won zonder problemen voor Jorge Martínez. Abold werd slechts zesde. In de GP van San Marino werd Dörflinger door een waterlekkage slechts vijfde, maar Bianchi koos de verkeerde banden en werd zesde. Abold finishte als derde. Daardoor werd Dörflinger met 82 punten wereldkampioen, Abold met 75 punten tweede en Bianchi met 68 punten derde.

### 1985: Krauser, vierde wereldtitel
In 1984 was na Kreidler ook Zündapp failliet gegaan. Michael Krauser kocht de hele race-afdeling op, waardoor de Zündapps nu aan de start kwamen onder de naam "Krauser". Dörflinger won slechts drie van de zeven races, maar de andere GP's werden gewonnen door verschillende concurrenten, waardoor hij voldoende had aan podiumplaatsen. De eerste was een tweede plaats achter Jorge Martínez (Derbi) in de Spaanse Grand Prix. Vervolgens won hij de Duitse Grand Prix, waar Martínez uitviel. In de GP des Nations werd hij door een gescheurde uitlaat slechts derde, achter Martínez en diens teamgenoot Manuel Herreros. Dörflinger won de GP van Joegoslavië voor Martínez en Herreros. Hij leek ook de TT van Assen te gaan winnen, maar werd bij het passeren van een achterblijver in het gras gedwongen, waardoor Gerd Kafka (Seel) hem passeerde. Dörflinger werd wel tweede, voor Martínez. Omdat Derbi alles in het werk stelde om Dörflinger van de wereldtitel af te houden, had Ángel Nieto al in Assen een machine gekregen om Martínez te helpen. Dat betaalde zich deels uit in de Franse Grand Prix, die door Nieto werd gewonnen. Er was ook wel sprake van enige intimidatie van de Spanjaarden ten opzichte van Dörflinger, die zich daar niet veel van aantrok. Als het te gek werd zou hij een protest indienen tegen de reglementair te hoge zitjes van de Derbi's. Ogenschijnlijk was de druk op de Spanjaarden groter dan die op Dörflinger. Toen Martínez aansloot bij Dörflinger viel de Spanjaard en toen Dörflinger begon aan te dringen bij de snel gestarte Herreros viel die ook. Dörflinger, die aan de zevende plaats genoeg had, liet Nieto zonder problemen voorbij. Nieto won, Dörflinger werd tweede en wereldkampioen. In de GP van San Marino moest Krauser alleen nog de constructeurstitel veilig stellen. Daarom kreeg Ian McConnachie een fabrieksmachine. Daarom had Dörflinger er geen probleem mee dat McConnachie hem passeerde en tweede werd achter Martínez. Dörflinger finishte in deze race dus als derde. Krauser won de constructeurstitel. 

### 1986: Krauser

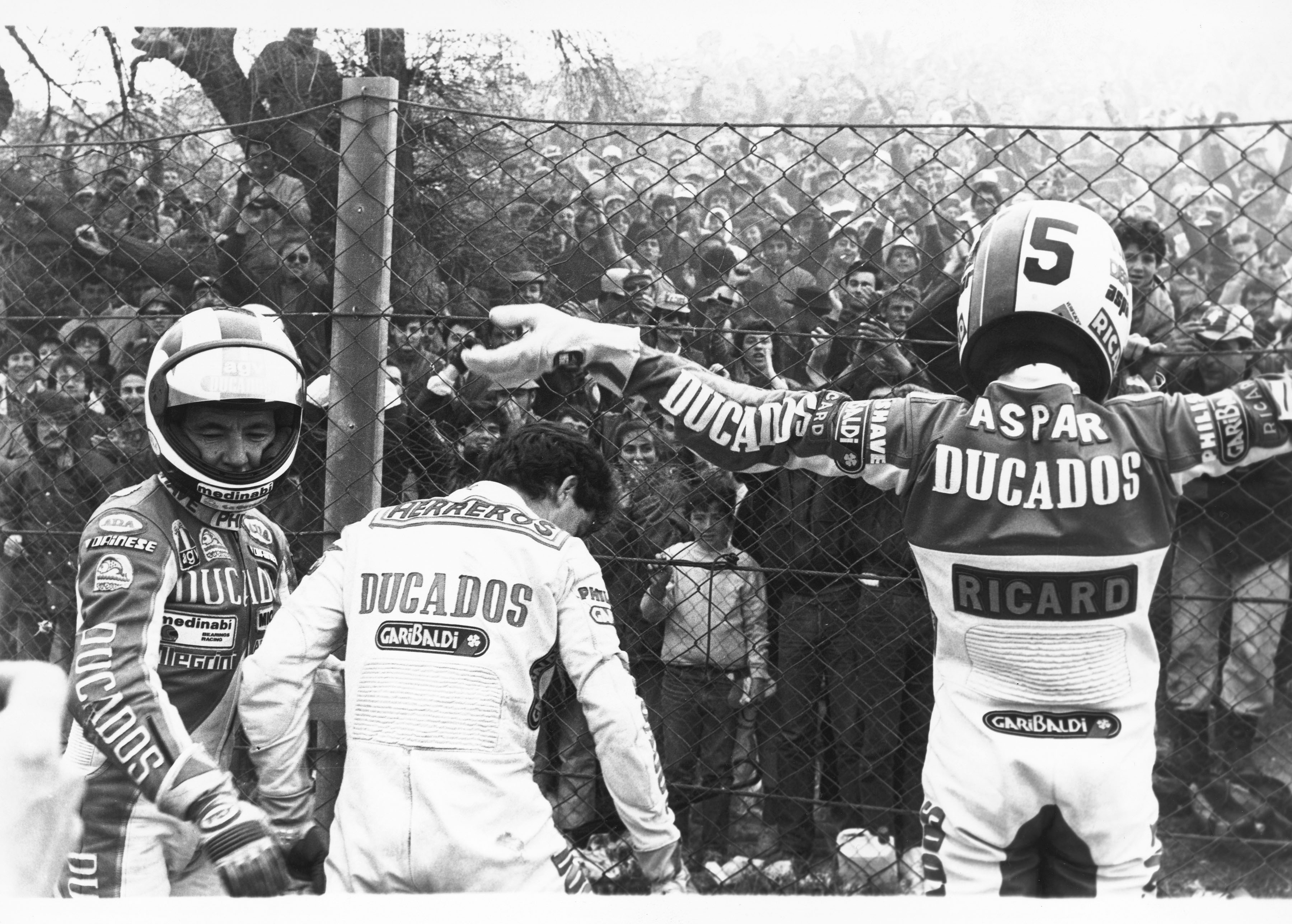
De "vijanden" in 1986: vlnr
Ángel "El Niño" Nieto, Manuel "Champi" Herreros en Jorge "Aspar" Martínez.

Stefan Dörflinger begon het seizoen 1986 als enige fabrieksrijder voor Krauser. Het Spaanse Derbi zette daar een arsenaal fabrieksrijders tegenover: Ángel Nieto, Jorge Martínez en Manuel Herreros. Al in de training van de GP van Spanje kwam de Krauser vermogen tekort. In de race verloor Dörflinger nog meer vermogen door een gescheurde uitlaat. Derbi bezette de eerste drie plaatsen, Dörflinger werd slechts negende, nog achter Krauser-privérijder Ian McConnachie, die vijfde werd. In de GP des Nations pakte Dörflinger poleposition. In de race kon hij Nieto en Martínez goed volgen, maar hij dankte zijn overwinning voor een deel aan het gevecht tussen de Spanjaarden, waarbij Nieto ten val kwam. Door vlak voor de finish uit de slipstream van Martínez te komen won hij zelfs de race. Ook in de Duitse Grand Prix reed Dörflinger de snelste trainingstijd, maar sigarettenfabrikant Ducados, die Nieto ook in de 125cc-klasse sponsorde, had nu duidelijk stalorders uitgevaardigd. Martínez kon niets voor Nieto doen, hij viel stil door een defecte ontsteking. Herreros besloot Dörflinger zo veel mogelijk dwars te zitten om Nieto aan te laten sluiten, maar diens Derbi miste vermogen. Herreros ging voor eigen kansen en won voor Dörflinger. Ian McConnachie, officieel nog steeds privérijder, had van Krauser een krediet gekregen om zijn machine na een val in Italië te repareren en hij reed een sterke race en finishte als derde voor Nieto. In de GP van Oostenrijk reed Dörflinger enige tijd op de tweede plaats, maar hij werd opgeslokt door een groep met Manuel Herreros, Pier Paolo Bianchi en Hans Spaan. Tot de laatste ronde bleef het in deze groep spannend, maar uiteindelijk werd Herreros tweede voor Bianchi, Spaan en Dörflinger. Vanaf de GP van Joegoslavië werd Ian McConnachie officieel aan het Krauser-team toegevoegd. Het was ook logisch dat Dörflinger steun kreeg, nu het Derbi-team uit drie man bestond. McConnachie stelde niet teleur, ondanks de problemen die hij ondervond om het rijwielgedeelte af te stellen. Jorge Martínez won de race voor Dörflinger, maar McConnachie wist Nieto van de derde plaats af te houden. Nu het seizoen over de helft was, leidde Martínez met 57 punten, Dörflinger deelde de tweede plaats met Herreros met 47 punten. Tijdens de TT van Assen moest Dörflinger, wiens machine even was stilgevallen, zich tevreden stellen met de zesde plaats. Martínez won en vergrootte zijn leiding, maar ook Herreros profiteerde met een tweede plaats. In de Britse Grand Prix reed Ian McConnachie erg sterk. Hij was aanvankelijk de enige die Hans Spaan (Hertog Jan-HuVo-Casal) kon volgen. Later ontstond ook een strijd tussen McConnachie en Dörflinger om de tweede plaats, omdat Krauser kennelijk geen stalorders had uitgevaardigd. McConnachie won de race voor Dörflinger en Martínez. Dörflinger moest zich intussen richten op de tweede plaats in het wereldkampioenschap, hij had slechts twee punten achterstand op Herrero. In de GP van San Marino had Jorge Martínez genoeg aan de tweede plaats, die hij na een slechte start ook haalde, achter de verrassende winnaar Pier Paolo Bianchi, die met zijn Seel-MBA de laatste overwinning van zijn carrière scoorde. Dörflinger kon door hoge motortemperaturen niet volgen, hij werd slechts zesde. Het seizoen werd afgesloten met de Preis von Baden-Württemberg op de Hockenheimring, als vervanger voor de GP van Zuid-Afrika, die om politieke redenen niet door was gegaan. Voor de gelegenheid kreeg ook Gerhard Waibel een Krauser-fabrieksblok en hij wist de race ook te winnen, voor Stefan Dörflinger en Hans Spaan. Dörflinger sloot het seizoen af als derde in de eindstand. 

### 1987: LCR-Krauser
In het seizoen 1987 ging de strijd weer tussen Derbi en Krauser. Ángel Nieto was nu teammanager van het Nieto-Ducados-Derbi-team, dat bestond uit Jorge Martínez en Manuel Herreros. Het LCR-Krauser-team stond onder leiding van Michael Krauser jr. en bestond uit Stefan Dörflinger, Gerhard Waibel, Ian McConnachie en Josef Fischer. Een tweede Derbi-team, Marlboro-Derbi, bestond uit Julián Miralles en Àlex Crivillé. Tijdens zijn pogingen om in de Spaanse GP Crivillé te volgen kwam Dörflinger ten val. Tijdens de kwalificatie van de Duitse Grand Prix zag het er goed uit voor Krauser met Waibel op de eerste en Dörflinger op de tweede startplaats. Dörflinger nam de leiding in de race, maar werd gepasseerd door Waibel en Martínez. Hij finishte als derde. Ook in de GP des Nations werd Dörflinger derde, achter Martínez en Herreros. Hij stond nu op de vierde plaats in het WK. In de GP van Oostenrijk werkte Dörflinger zich na een slechte start op naar de derde plaats, maar hij viel uit door ontstekingsproblemen. Al tijdens de kwalificatie van de GP van Joegoslavië ging de strijd tussen Jorge Martínez en Stefan Dörflinger en zo ging het in de race ook. Martínez won voor Dörflinger. Die stond nog steeds vierde in de tussenstand, maar Martínez had nu wel een grote puntenvoorsprong: 72 punten, terwijl tweede man Waibel slechts 44 punten had. Tijdens de TT van Assen startte Dörflinger van poleposition. In de race stelde Derbi orde op zaken; Martínez won voor Herreros en Dörflinger. In de Britse Grand Prix stelde Martínez zijn wereldtitel zeker, terwijl Dörflinger uitviel door een defecte versnellingsbak. Die zakte naar de vijfde plaats in de WK-stand. In de GP van Tsjecho-Slowakije won Dörflinger door op tamelijk brute wijze de leiding over te nemen van Martínez, die niet veel risico wilde nemen omdat de titel toch al binnen was. Dörflinger klom weer naar de vierde plaats in de tussenstand. Tijdens de GP van San Marino kreeg Herreros de snelste Derbi (die van Martínez) en hij won de race voor Dörflinger, McConnachie en Waibel. De GP van Portugal werd verreden op het circuit van Jarama en was dus feitelijk een tweede Spaanse Grand Prix. Daarom kregen Àlex Crivillé en Julián Miralles fabrieksmachines om Herrero te helpen zijn tweede plaats in het WK te verdedigen tegen Gerhard Waibel. Ook zonder die steun werd Herrero tweede achter Martínez. Dörflinger finishte als vijfde en eindigde zijn WK als vierde. 

### 1988: Marlboro-LCR-Krauser en Marlboro-Honda
In het seizoen 1988 stopte Krauser officieel als fabrieksteam. Hoewel Peter Öttl alsnog een machine kreeg, moesten andere rijders ze huren of kopen. Met steun van Marlboro huurde Dörflinger een Krauser. Net als Öttl kreeg hij wel steun van tuner Herbert Rittberger. Voor de 125cc-klasse kocht hij een Honda RS 125. Dörflinger en Rittberger hadden het LCR-frame verbeterd en nieuwe carters voor de 80cc-Krauser gemaakt. Dat betaalde zich in de Spaanse Grand Prix uit; door de beter sturende Krauser wist Dörflinger de Nieto-Ducados-Derbi-rijders Jorge Martínez, Àlex Crivillé en Manuel Herreros achter zich te houden. Het was wel de laatste overwinning van zijn carrière. Bij de start van de GP van Portugal verbrandde Dörflinger zijn koppeling, waardoor hij een inhaalrace moest rijden. Hij vocht zich naar de vierde plaats, achter de Derbi-rijders. In de GP des Nations speelde Martínez hetzelfde spel dat hij ook in de 125cc-klasse speelde. Hij verzamelde zijn "troepen" (Crivillé en Herreros) om zich heen om de snel gestarte Károly Juhász te achterhalen. Omdat Dörflinger slecht gestart was zou op die manier het hele Derbi-team op het podium komen. Toen Dörflinger te dichtbij kwam koos Martínez eieren voor zijn geld. Hij won voor Dörflinger. Die laatste had nog maar 7 punten achterstand op Martínez, maar dat werden er 27 toen Martínez de natte Duitse Grand Prix won, terwijl Dörflinger door een val werd uitgeschakeld. Hij stond nu slechts vierde in de WK-stand achter het hele Derbi-team. Dörflinger viel ook in de Asser TT, waarbij hij een duim brak. Tijdens de GP van Joegoslavië werd Dörflinger slechts zesde. Martínez won en was nu zeker van zijn wereldtitel. De 80cc-klasse kreeg vijf weken pauze tot de GP van Tsjecho-Slowakije. Dat had Dörflinger kennelijk goed gedaan: Hij reed de tweede trainingstijd en ook in de race werd hij tweede. Daardoor schoof hij op naar de derde plaats in het wereldkampioenschap. In de 125cc-klasse ging het minder goed. Hij scoorde twee punten in de Spaanse Grand Prix, waar hij slechts veertiende werd, maar in 1988 was de puntentelling gewijzigd en kregen de eerste vijftien finishers punten. Hij sloot het 125cc-seizoen af als 37e. 

### 1989: Marlboro-LCR-Krauser en Marlboro-Aprilia-Rotax
Met steun van Marlboro kocht Dörflinger voor het seizoen 1989 een Aprilia met 125cc-Rotax-blok. Het geld stelde hem ook in staat nu naar verre continenten te reizen. Hij startte in de 125cc-races van de GP van Japan en de GP van Australië. De 125cc-klasse zou hem echter niets brengen. Hij viel zeven keer uit, drie keer kwalificeerde hij zich niet en alleen in de GP van Duitsland haalde hij de finish, als zestiende, net buiten de punten. In de 80cc-klasse, die haar laatste seizoen inging, ging het zoals gewoonlijk veel beter. Hij behaalde in alle (zes) races poleposition, maar vaak zou een slechte start hem een goed resultaat kosten. Hij won dan ook geen enkele race, maar dat deed Manuel Herreros (Derbi) ook niet, maar die werd uiteindelijk wel wereldkampioen. In de GP van Spanje richtte Dörflinger zich vooral op Jorge Martínez (Derbi). Toen die uitviel mocht Herri Torrontegui (Krauser) de race winnen. Dörflinger nam genoegen met de tweede plaats. In de GP des Nations startte Dörflinger zo slecht dat hij in het middenveld terecht kwam. Hij vocht zich terug naar de vijfde plaats. Martínez won voor Gabriele Gnani (zelfbouw-Gnani), Torrontegui en Herreros. In de GP van Duitsland zat Dörflinger in de kopgroep, tot hij terugviel naar de vijfde plaats door problemen met zijn bougie. Peter Öttl (Krauser) won de race, maar Herreros werd tweede en passeerde Dörflinger in de tussenstand: 1. Torrontegui, 50 punten, 2: Herreros, 41 punten, 3: Dörflinger, 39 punten. In de GP van Joegoslavië hadden Dörflinger en Öttl niet veel aan hun goede startplaatsen. Na de eerste ronde waren ze 18e en 19e. Öttl wist zich terug te vechten en won de race, maar Dörflinger werd slechts derde achter Herreros, die de leiding in het WK overnam. Ook tijdens de TT van Assen startten Öttl en Dörflinger slecht, maar tegen het einde konden ze toch het gevecht aangaan met leider Herreros. Öttl kon profiteren van een foutje van Herreros en won, Dörflinger werd derde. Herreros en Öttl leidden de WK-stand met allebei 75 punten, Dörflinger was derde met 69 punten. Het wereldkampioenschap werd beslist tijdens de GP van Tsjecho-Slowakije. Derbi had de snelste machine (van Martínez) aan Herreros gegeven. Martínez kreeg opdracht om Herreros te steunen. Öttl was overduidelijk de snelste in de race, maar minder dan een kilometer van de finish viel hij. Daardoor won Torrontegui voor Herreros en Martínez. Dörflinger was weer slecht gestart en werd slechts vijfde. Omdat Öttl gevallen was sloot hij het seizoen wel als tweede af. 

### 1990: Aprilia-Rotax
In het seizoen 1990 was de 80cc-klasse afgeschaft. Dörflinger, die ooit had aangegeven op zijn hoogtepunt te willen stoppen, kon nu alleen nog verder in de 125cc-klasse, waarin hij nog nooit succes had geboekt. Het werd dan ook een mislukt seizoen, waarin hij slechts één keer, als 27e, de finish haalde.
Hierna beëindigde Dörlinger zijn carrière. 

## Wereldkampioenschap wegrace resultaten
(Races in vet zijn polepositions; races in cursief geven de snelste ronde aan, punten (tussen haakjes) zijn inclusief streepresultaten)
|                          | 1e | 2e | 3e | 4e | 5e | 6e | 7e | 8e | 9e | 10e | 11e | 12e | 13e | 14e | 15e |
| Puntentelling 1973-1987: | 15 | 12 | 10 | 8  | 6  | 5  | 4  | 3  | 2  | 1   |     |     |     |     |     |
| Puntentelling 1988-1990  | 20 | 17 | 15 | 13 | 11 | 10 | 9  | 8  | 7  | 6   | 5   | 4   | 3   | 2   | 1   |

| Jaar | Klasse | Team     | Motorfiets             | 1       | 2       | 3       | 4       | 5       | 6       | 7       | 8       | 9       | 10      | 11      | 12      | 13      | 14      | Punten                                 | Plaats                               |                                              | Wereldkampioen |
| ---- | ------ | -------- | ---------------------- | ------- | ------- | ------- | ------- | ------- | ------- | ------- | ------- | ------- | ------- | ------- | ------- | ------- | ------- | -------------------------------------- | ------------------------------------ | -------------------------------------------- | -------------- |
| 1973 | 50 cc  | Privé    | Kreidler               |         |         | DUI 12e | NAT 10e |         | JOE 3e  | NED -   | BEL 11e |         | ZWE -   |         | SPA -   |         |         | 11                                     | 11e                                  | Jan de Vries, Van Veen-Kreidler              |                |
| 1974 | 50 cc  | Privé    | Kreidler               | FRA 7e  | DUI DNS |         | NAT DNF |         | NED 5e  | BEL 9e  | ZWE 9e  | FIN 5e  | TSL DNF | JOE -   | SPA 6e  | 25      | 9e      | Henk van Kessel, Van Veen-Kreidler     |                                      |                                              |                |
| 1974 | 250 cc | Privé    | Yamaha TZ 250          |         | DUI -   |         | NAT -   | IOM -   | NED -   | BEL -   | ZWE 18e | FIN 23e | TSL DNF | JOE -   | SPA -   | 0       | -       | Walter Villa, Harley-Davidson          |                                      |                                              |                |
| 1975 | 50 cc  | Privé    | Kreidler               |         | SPA 3e  |         | DUI 6e  | NAT 3e  |         | NED DNF | BEL 11e | ZWE -   | FIN DNF |         | JOE 5e  | 31      | 6e      | Ángel Nieto, Van Veen-Kreidler         |                                      |                                              |                |
| 1976 | 50 cc  | Privé    | Kreidler               | FRA 3e  |         | NAT 5e  | JOE 4e  |         | NED 14e | BEL 10e | ZWE DNF | FIN DNF |         | DUI -   | SPA -   | 25      | 8e      | Ángel Nieto, Bultaco                   |                                      |                                              |                |
| 1976 | 125 cc | Privé    | Morbidelli             |         | OOS -   | NAT DNF | JOE 4e  |         | NED 5e  | BEL 7e  | ZWE DNS | FIN 6e  |         | DUI -   | SPA -   | 23      | 9e      | Pier Paolo Bianchi, Morbidelli         |                                      |                                              |                |
| 1977 | 50 cc  | Privé    | Kreidler               |         |         | DUI -   | NAT 7e  | SPA 5e  |         | JOE DNF |         |         | ZWE 4e  |         |         | 24      | 6e      | Ángel Nieto, Bultaco                   |                                      |                                              |                |
| 1977 | 50 cc  | Van Veen | Van Veen-Kreidler      |         |         |         |         |         | NED 5e  | BEL DNF |         |         |         |         |         | 24      | 6e      | Ángel Nieto, Bultaco                   |                                      |                                              |                |
| 1977 | 125 cc | Privé    | Morbidelli             | VEN -   | OOS 5e  | DUI -   | NAT 9e  | SPA DNF | FRA DNF | JOE DNF | NED 6e  | BEL 7e  | ZWE 7e  | FIN 5e  |         | GBR 6e  |         | 32                                     | 9e                                   | Pier Paolo Bianchi, Morbidelli               |                |
| 1978 | 50 cc  | Van Veen | Van Veen-Kreidler      |         | SPA -   |         |         | NAT 5e  | NED DNS | BEL 3e  |         |         |         | DUI 4e  | TSL -   | JOE DNF | 24      | 6e                                     | Ricardo Tormo, Bultaco               |                                              |                |
| 1978 | 125 cc | Privé    | Morbidelli             | VEN -   | SPA 14e | OOS 13e | FRA 12e | NAT 9e  | NED DNS | BEL DNF | ZWE 12e | FIN 5e  | GBR 6e  | DUI 7e  |         | JOE 12e | 17      | 13e                                    | Eugenio Lazzarini, MBA               |                                              |                |
| 1979 | 50 cc  | Privé    | Kreidler               |         |         | DUI DNF | NAT DNF | SPA 5e  | JOE DNF | NED DNF | BEL DNS |         |         |         |         | FRA 2e  | 18      | 10e                                    | Eugenio Lazzarini, Van Veen-Kreidler |                                              |                |
| 1979 | 125 cc | Privé    | Morbidelli             | VEN -   | OOS -   | DUI DNF | NAT DNF | SPA 8e  | JOE 3e  | NED 6e  | BEL DNS | ZWE DNF | FIN 4e  | GBR 4e  | TSL DNF | FRA 10e | 35      | 11e                                    | Ángel Nieto, Minarelli               |                                              |                |
| 1980 | 50 cc  | Van Veen | Van Veen-Kreidler      | NAT 5e  | SPA 2e  |         | JOE 2e  | NED 2e  | BEL 1e  |         |         |         | DUI 1e  |         |         |         | 72      | 2e                                     | Eugenio Lazzarini, Iprem-Kreidler    |                                              |                |
| 1980 | 125 cc | Privé    | Morbidelli             | NAT 17e | SPA 9e  | FRA 13e | JOE 5e  | NED DNF | BEL DNF | FIN 7e  | GBR DNF | TSL 10e | DUI 18e |         |         |         | 13      | 13e                                    | Pier Paolo Bianchi, MBA              |                                              |                |
| 1981 | 50 cc  | Van Veen | Van Veen-Kreidler      |         |         | DUI 1e  | NAT 2e  |         | SPA 2e  | JOE 2e  | NED DNF | BEL DNS | SMR DNS |         |         |         | TSL DNF | 51                                     | 3e                                   | Ricardo Tormo, Bultaco                       |                |
| 1981 | 125 cc | Privé    | MBA                    | ARG -   | OOS -   | DUI 2e  | NAT 6e  |         |         |         |         |         |         |         |         |         |         | 27                                     | 11e                                  | Ángel Nieto, Minarelli                       |                |
| 1981 | 125 cc | Privé    | Krauser-MBA            |         |         |         |         | FRA 11e | SPA 7e  | JOE 5e  | NED DNS |         | SMR DNS | GBR DNF | FIN DNF | ZWE -   |         | 27                                     | 11e                                  | Ángel Nieto, Minarelli                       |                |
| 1982 | 50 cc  | Krauser  | Krauser-Kreidler       |         |         |         | SPA 1e  | NAT 1e  | NED 1e  |         | JOE 2e  |         |         |         |         | SMR 2e  | DUI 2e  | 81                                     | 1e                                   | Stefan Dörflinger, Krauser-Kreidler          |                |
| 1982 | 125 cc | Krauser  | Krauser-MBA            | ARG -   | OOS DNF | FRA -   | SPA -   | NAT -   | NED DNF | BEL DNF | JOE 8e  | GBR -   | ZWE DNF | FIN -   | TSL DNF |         |         | 3                                      | 24e                                  | Ángel Nieto, Garelli                         |                |
| 1983 | 50 cc  | Privé    | Kreidler               |         | FRA 1e  | NAT 11e | DUI 1e  | SPA 2e  |         | JOE 1e  | NED 2e  |         |         |         |         |         |         | 81                                     | 1e                                   | Stefan Dörflinger, Kreidler/Krauser-Kreidler |                |
| 1983 | 50 cc  | Privé    | Krauser-Kreidler       |         |         |         |         |         |         |         |         |         |         |         | SMR 2e  |         |         | 81                                     | 1e                                   | Stefan Dörflinger, Kreidler/Krauser-Kreidler |                |
| 1983 | 125 cc | Privé    | MBA                    |         | FRA 13e | NAT -   | DUI 12e | SPA DNF | OOS DNF | JOE 8e  | NED 11e | BEL 11e | GBR DNS | ZWE DNS | SMR DNF | 3       | 23e     | Ángel Nieto, Garelli                   |                                      |                                              |                |
| 1984 | 80 cc  | Krauser  | Krauser-LCR-Zündapp    |         | NAT 2e  | SPA 7e  | OOS 1e  | DUI 1e  |         | JOE 1e  | NED DNF | BEL 1e  |         |         | SMR 5e  | 82      | 1e      | Stefan Dörflinger, Krauser-LCR-Zündapp |                                      |                                              |                |
| 1985 | 80 cc  | Krauser  | Krauser                |         | SPA 2e  | DUI 1e  | NAT 3e  |         | JOE 1e  | NED 2e  |         | FRA 2e  |         |         | SMR 3e  | 86      | 1e      | Stefan Dörflinger, Krauser             |                                      |                                              |                |
| 1986 | 80 cc  | Krauser  | Krauser                | SPA 9e  | NAT 1e  | DUI 2e  | OOS 5e  | JOE 2e  | NED 5e  |         |         | GBR 2e  |         | SMR 6e  | BWü 2e  | 82      | 3e      | Jorge Martínez, Ducados-Derbi          |                                      |                                              |                |
| 1987 | 80 cc  | Krauser  | LCR-Krauser            |         | SPA DNF | DUI 3e  | NAT 3e  | OOS DNF | JOE 2e  | NED 3e  |         | GBR DNF |         | TSL 1e  | SMR 2e  | POR 5e  |         | 75                                     | 4e                                   | Jorge Martínez, Nieto-Ducados-Derbi          |                |
| 1988 | 80 cc  | Privé    | Marlboro-LCR-Krauser   |         |         | SPA 1e  | POR 4e  | NAT 2e  | DUI DNF |         | NED DNF |         | JOE 6e  |         |         |         | TSL 2e  | 77                                     | 3e                                   | Jorge Martínez, Nieto-Ducados-Derbi          |                |
| 1988 | 125 cc | Privé    | Marlboro-Honda         |         |         | SPA 14e |         | NAT DNF | DUI DNF | OOS DNF | NED DNF | BEL DNS | JOE DNQ | FRA DNF | GBR DNF | ZWE 17e | TSL DNF | 2                                      | 37e                                  | Jorge Martínez, Nieto-Ducados-Derbi          |                |
| 1989 | 80 cc  | Privé    | Marlboro-LCR-Krauser   |         |         |         | SPA 2e  | NAT 5e  | DUI 5e  |         | JOE 3e  | NED 3e  |         |         |         |         | TSL 5e  | 80                                     | 2e                                   | Manuel Herreros, Nieto-Ducados-Cepsa-Derbi   |                |
| 1989 | 125 cc | Privé    | Marlboro-Aprilia-Rotax | JAP DNF | AUS DNF |         | SPA DNF | NAT DNF | DUI 16e | OOS DNF |         | NED DNF | BEL DNF | FRA DNQ | GBR DNF | ZWE DNQ | TSL DNQ | 0                                      | -                                    | Àlex Crivillé, Marlboro-JJ Cobas-Rotax       |                |
| 1990 | 125 cc | Privé    | Aprilia-Rotax          | JAP 23e | VST -   | SPA DNF | NAT DNQ | DUI DNF | OOS 27e | JOE -   | NED DNQ | BEL DNF | FRA DNQ | GBR DNQ | ZWE DNQ | TSL DNF | HON DNF | 0                                      | -                                    | Loris Capirossi, Honda                       |                |

## Trivia

### Bruno Kneubühler
Tijdens het seizoen 1973 leerde Dörflinger zijn landgenoot Bruno Kneubühler kennen. Kneubühler reisde samen met zijn verloofde Romy mee met het Continental Circus, net als Dörflinger met zijn verloofde Kathy. Er groeide een vriendschap tussen de paren en mede daardoor besloot Dörflinger om in 1974 professioneel coureur te worden. De vriendschap ging echter verder. Beide paren woonden in de zomermaanden vaak in Nederland en bezochten musea en Chinese restaurants in Amsterdam. In de wintermaanden gingen Stefan en Bruno vaak samen skiën en motorcrossen. 

### Geld verdienen
In de beginjaren kostte een seizoen racen bovenop de opbrengsten uit start- en prijzengelden de jonge Dörflinger ongeveer 20.000 Zwitserse franken per jaar, wat ongeveer gelijk was aan dat bedrag in Nederlandse guldens. Met sponsoring was dat geld niet bij elkaar te krijgen. Zwitserse ondernemers staken geen geld in een sport die in eigen land niet beoefend mocht worden. Stefan kon gelukkig elke winter als laborant in dienst treden bij dezelfde fabrikant van textielkleurstoffen, terwijl verloofde Kathy in de slagerij van haar moeder en broer ging werken. Bijkomend probleem voor een Zwitsers coureur was het verkopen van oude racers of onderdelen. In een land zonder motorsport waren daar geen klanten voor. 